# Chamartín
Chamartín es un distrito del municipio de Madrid, en España, situado al norte de la capital y compuesto por los barrios de El Viso, la Prosperidad, Ciudad Jardín, Hispanoamérica, Nueva España  y Castilla. En 2021 contaba con una población de 145 700 habitantes.

## Geografía
Limita al norte con Fuencarral-El Pardo, al este con Ciudad Lineal, al sur con el distrito de Salamanca, al suroeste con Chamberí y al oeste con Tetuán.

### Barrios

Barrios del distrito de Chamartín

El distrito está conformado por los siguientes seis barriosː
- El Viso (51)
- Prosperidad (52)
- Ciudad Jardín (53)
- Hispanoamérica (54)
- Nueva España (55)
- Castilla (56)

## Historia

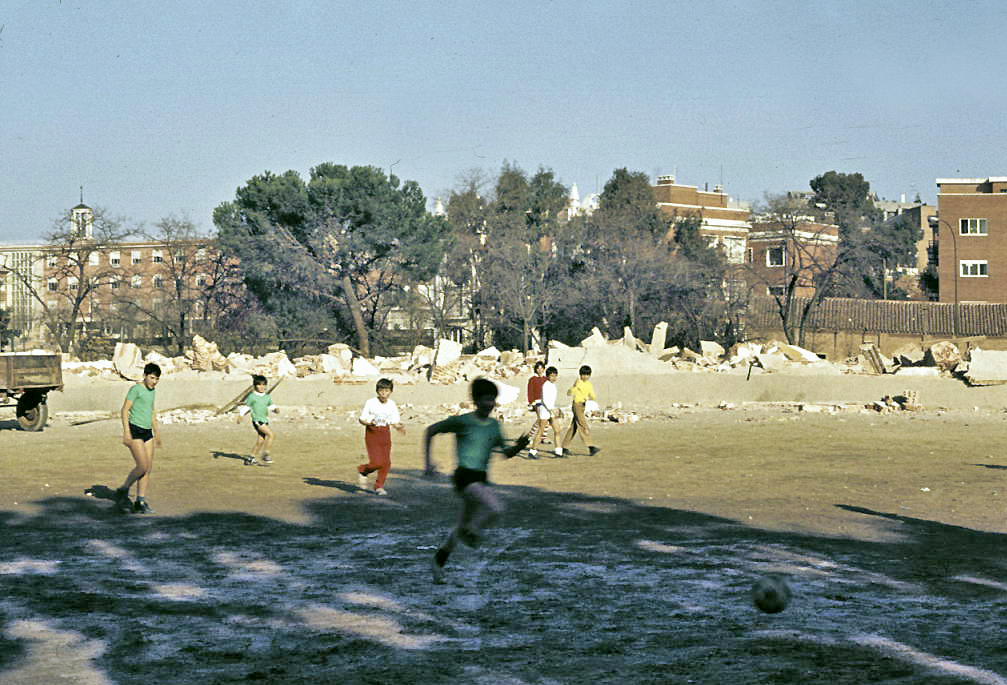
Niños jugando en el distrito a mediados de la década de 1970

Originariamente fue un pueblo próximo a Madrid denominado Chamartín de la Rosa, perteneciente en su mayor parte a los duques de Pastrana-Infantado. En su palacio se hospedó Napoleón Bonaparte en su viaje a Madrid con ocasión de la guerra de Independencia, como narra Benito Pérez Galdós en uno de sus Episodios Nacionales, titulado precisamente Napoleón en Chamartín.
Posteriormente, en 1880, los duques de Pastrana donaron sus terrenos y la llamada Quinta del Recuerdo a la Compañía de Jesús para la fundación del Colegio Nuestra Señora del Recuerdo, conocido como los Jesuitas de Chamartín, uno de los más importantes centros escolares de la capital de España en el siglo XX. Como consecuencia de la expansión de la ciudad a mediados del siglo XX, Chamartín fue finalmente anexionado a Madrid el 5 de junio de 1948.

## Lugares de interés
Actualmente alberga la sede de varias de las empresas más importantes de España. Es una de las zonas más caras de Madrid y entre sus rascacielos se encuentra una de las dos torres de Puerta de Europa. Linda con zonas de rascacielos como AZCA, en el distrito de Tetuán, y el complejo de Cuatro Torres Business Area, en Fuencarral-El Pardo.

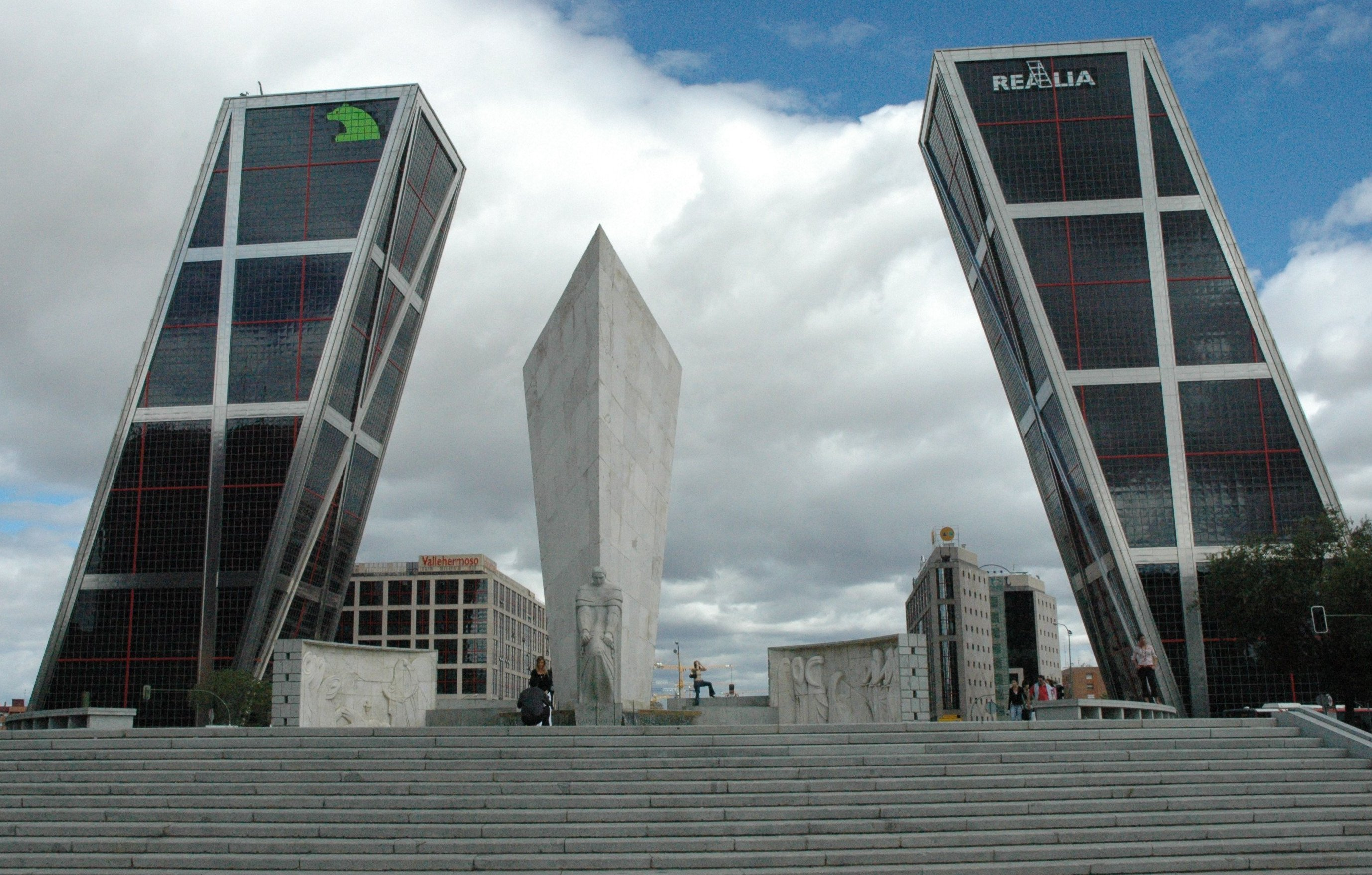
Plaza de Castilla en el barrio de Castilla

Entre sus puntos de interés se encuentran el Auditorio Nacional de Música, el Museo de Ciencias Naturales, el parque de Berlín, los Juzgados de la plaza de Castilla y el estadio Santiago Bernabéu, donde juega sus partidos el Real Madrid.
Cuenta también con una de las estaciones más importantes de ferrocarril de todo Madrid y una de las más concurridas de España, denominada hoy día Madrid-Chamartín. Actualmente cuenta con 21 vías y desde ella se da servicio a todo el norte de España y a partes concretas del sur. Existe un proyecto, llamado Operación Chamartín, que pretende construir quince torres de unas 45 plantas sobre los antiguos terrenos de vías no utilizadas de la estación.

## Economía
Tienen sede en el distrito empresas como el Grupo ACS y la SEPI.

## Educación
En el distrito de Chamartín, hay 32 guarderías (5 públicas y 27 privadas), 9 colegios públicos de educación infantil y primaria, 3 institutos de educación secundaria, 30 colegios privados (con y sin concierto) y 12 centros extranjeros.

## Administración y política
La actual concejala-presidenta de la Junta Municipal de Distrito es Yolanda Estrada Marín, del PP.
Los resultados de las elecciones municipales de 2019 en el distrito fueron los siguientes:
| Partidos             | Votos  | Porcentaje |
| -------------------- | ------ | ---------- |
| PP                   | 32 747 | 38.47 %    |
| CS                   | 19 274 | 22.64 %    |
| Más Madrid           | 16 777 | 19.71 %    |
| VOX                  | 8073   | 9.48 %     |
| PSOE                 | 5828   | 6.85 %     |
| IU-MPM               | 1081   | 1.27 %     |
| PACMA                | 274    | 0.32 %     |
| FE de las Jons       | 231    | 0.27 %     |
| UPyD                 | 168    | 0.2 %      |
| PH                   | 80     | 0.09 %     |
| PUM+J                | 69     | 0.08 %     |
| CNTG+                | 35     | 0.04 %     |
| P-LIB                | 25     | 0.03 %     |
| PYC                  | 22     | 0.03 %     |
| M.I.                 | 17     | 0.02 %     |
| PCPE                 | 18     | 0.02 %     |
| PCAS-TC-PPCCAL-PACTO | 21     | 0.02 %     |
| PCTE                 | 13     | 0.02 %     |
| MCE                  | 9      | 0.01 %     |
| ULEG                 | 5      | 0.01 %     |

## Transporte

### Transporte ferroviario

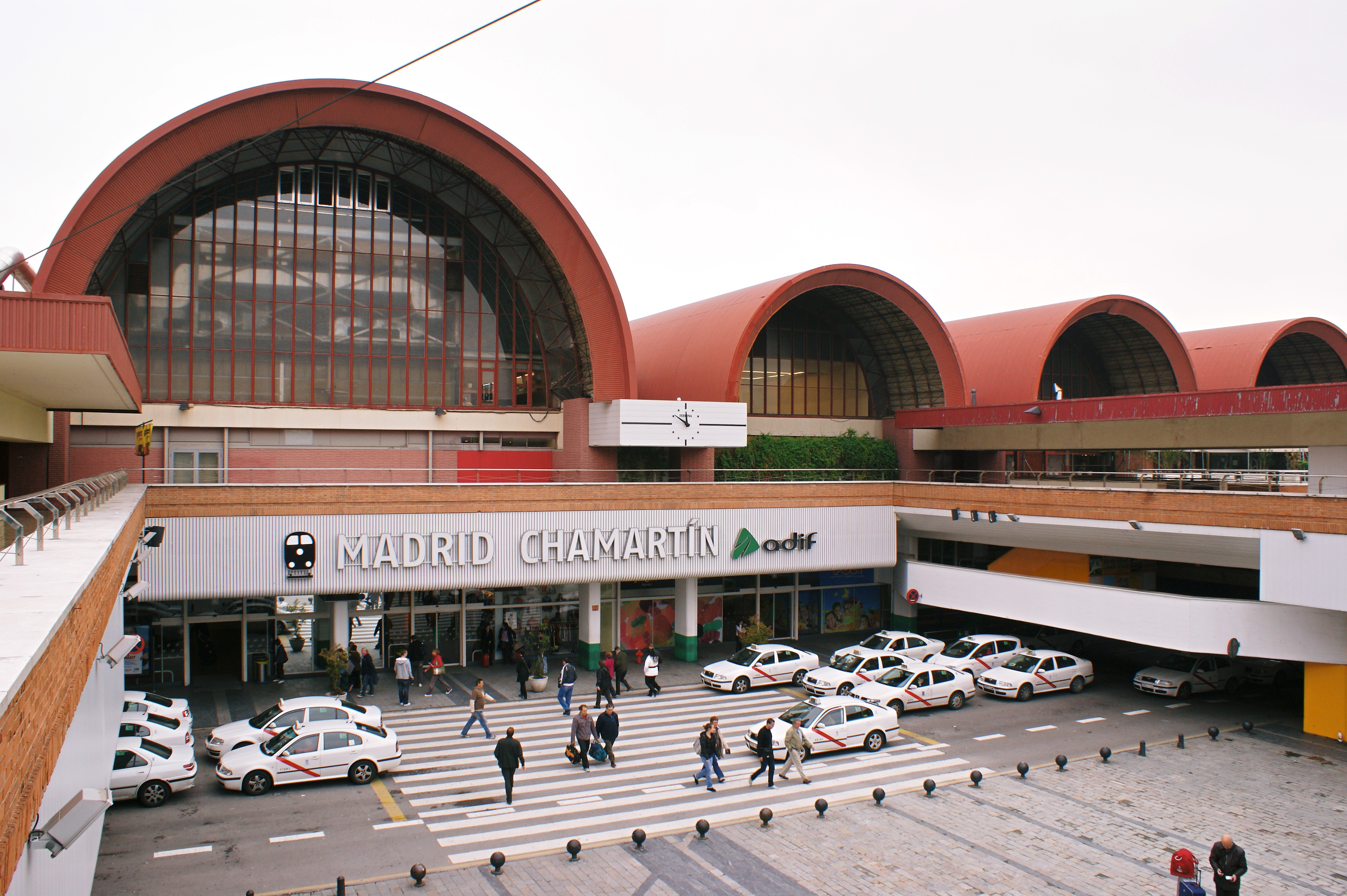
Estación de Chamartín (metro y trenes de Cercanías y de media y larga distancia)

El distrito cuenta con las estaciones de Nuevos Ministerios y Chamartín (de las líneas de Cercanías C-1, C-2, C-3, C-4, C-7, C-8 y C-10). Chamartín también es terminal de la mayoría de los trenes de media y larga distancia hacia el norte de España.

### Metro de Madrid

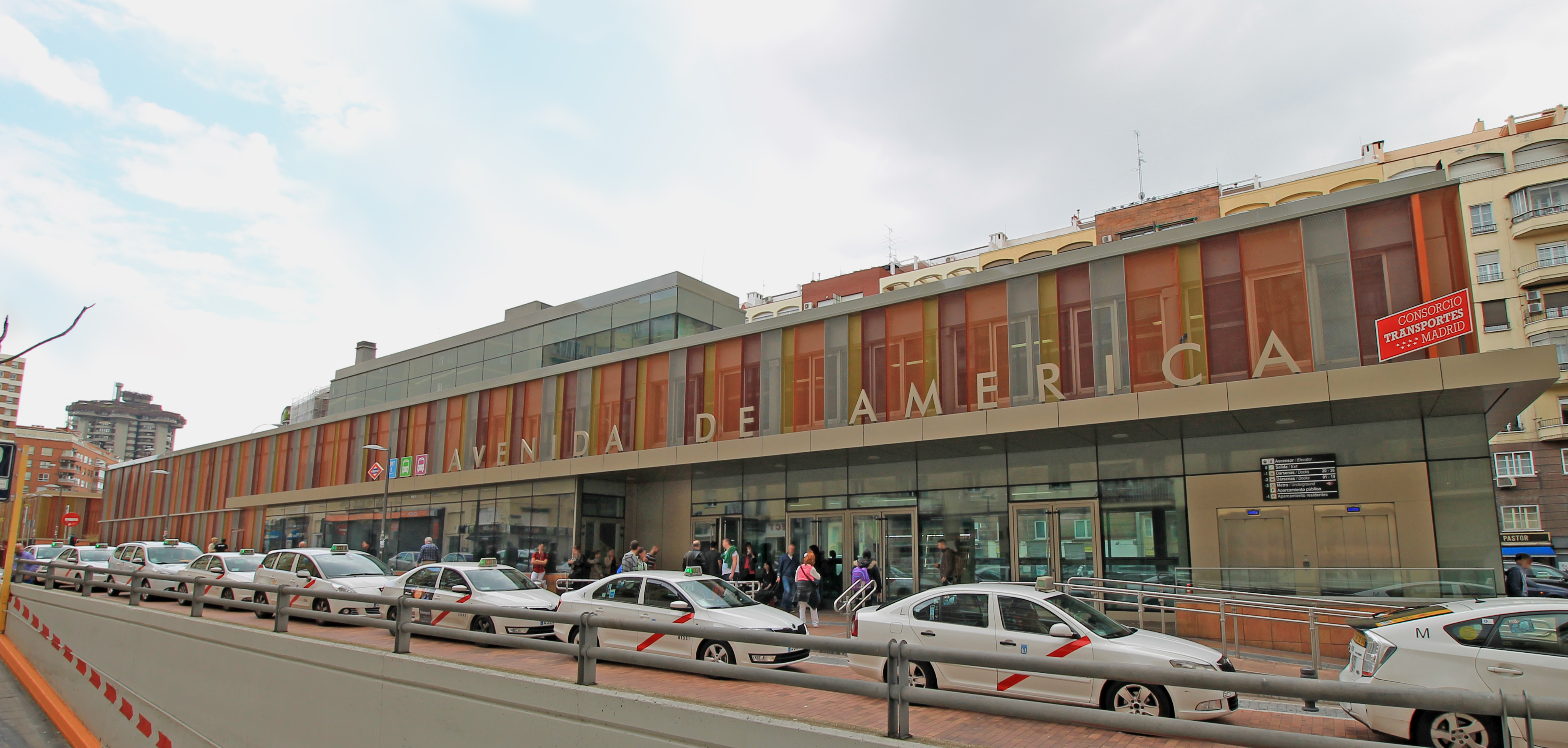
Intercambiador de Avenida de América, estación de metro y de autobuses urbanos e interurbanos

Las siguientes líneas tienen estaciones dentro del distrito:
- La línea 1 da servicio al norte del distrito con las estaciones de Plaza de Castilla, Chamartín y Bambú
- La línea 4 da servicio al eje de López de Hoyos, al sureste del distrito. Las estaciones que recorre son Avenida de América, Prosperidad, Alfonso XIII y Avenida de la Paz.
- La línea 6 da servicio al suroeste del distrito (eje Francisco Silvela-Joaquín Costa) con las estaciones de Avenida de América, República Argentina y Nuevos Ministerios.
- La línea 7 circula bajo María de Molina y Avenida de América (límite sur del distrito) en las cuales se sitúan las estaciones de Gregorio Marañón, Avenida de América y Cartagena.
- La línea 8 da servicio al distrito con las estaciones de Nuevos Ministerios y Colombia.
- La línea 9 da servicio al eje de Príncipe de Vergara-Pío XII, con las estaciones de Plaza de Castilla, Duque de Pastrana, Pío XII, Colombia, Concha Espina, Cruz del Rayo y Avenida de América.
- La línea 10 recorre el límite oeste del distrito (Paseo de la Castellana) dándole servicio con las estaciones de Chamartín, Plaza de Castilla, Cuzco, Santiago Bernabéu, Nuevos Ministerios y Gregorio Marañón

### Autobuses
El distrito es servido por las siguientes líneas:
| Línea | Terminales                                   |
| ----- | -------------------------------------------- |
| 1     | Cristo Rey – Prosperidad                     |
| 5     | Sol / Sevilla – Estación de Chamartín        |
| 7     | Alonso Martínez – Manoteras                  |
| 9     | Sol / Sevilla – Hortaleza                    |
| 11    | Marqués de Viana – Barrio Blanco             |
| 12    | Cristo Rey – Pº Marqués de Zafra             |
| 14    | Conde de Casal – Pío XII                     |
| 16    | Moncloa – Pío XII                            |
| 19    | Plaza de Cataluña – Legazpi                  |
| 27    | Embajadores – Plaza de Castilla              |
| 29    | Felipe II – Manoteras                        |
| 40    | Tribunal – Alfonso XIII                      |
| 43    | Felipe II – Estrecho                         |
| 51    | Sol / Sevilla - Plaza Perú                   |
| 52    | Sol / Sevilla – Santamarca                   |
| 66    | Cuatro Caminos – Fuencarral                  |
| 67    | Plaza de Castilla – Bº Peñagrande            |
| 70    | Plaza de Castilla – Alsacia                  |
| 72    | Diego de León – Hortaleza                    |
| 73    | Diego de León – Feria de Madrid              |
| 87    | República Dominicana – Las Cárcavas          |
| 107   | Plaza de Castilla – Hortaleza                |
| 114   | Avenida de América – Barrio del Aeropuerto   |
| 115   | Avenida de América – Barajas                 |
| 120   | Plaza de Lima – Hortaleza                    |
| 122   | Avenida de América – Feria de Madrid         |
| 124   | Cuatro Caminos – Lacoma                      |
| 126   | Nuevos Ministerios – Barrio del Pilar        |
| 129   | Plaza de Castilla – Manoteras                |
| 134   | Plaza de Castilla – Montecarmelo             |
| 135   | Plaza de Castilla – Hospital Ramón y Cajal   |
| 147   | Callao – Barrio del Pilar                    |
| 150   | Sol / Sevilla – Virgen del Cortijo           |
| 173   | Plaza de Castilla – Sanchinarro              |
| 174   | Plaza de Castilla – Valdebebas               |
| 175   | Plaza de Castilla – Las Tablas Norte         |
| 176   | Plaza de Castilla – Las Tablas Sur           |
| 177   | Plaza de Castilla – Marqués de Viana         |
| 178   | Plaza de Castilla – Montecarmelo             |
| 179   | Plaza de Castilla - El Pardo                 |
| 200   | Avenida de América – Aeropuerto              |
| C1    | Circular 1                                   |
| C2    | Circular 2                                   |
| N1    | Cibeles – Sanchinarro                        |
| N2    | Cibeles – Valdebebas                         |
| N4    | Cibeles – Barajas                            |
| N22   | Cibeles – Barrio de La Paz                   |
| N24   | Cibeles – Las Tablas                         |
| NC1   | Circular 1                                   |
| NC2   | Circular 2                                   |
| SE704 | Plaza de Castilla – Cementerio de Fuencarral |
| SE833 | Plaza de Castilla – Las Tablas               |